# David van Embden
David van Embden (Den Haag, 22 oktober 1875 – Amsterdam, 14 februari 1962), was een Nederlands politicus, eerst voor de Vrijzinnig Democratische Bond (VDB), later voor de Partij van de Arbeid (PvdA).

## Levensloop
Van Embden studeerde rechten aan de Gemeentelijke Universiteit van Amsterdam en in 1901 promoveerde hij cum laude bij Willem Treub op het proefschrift Darwinisme en democratie: maatschappelijke vooruitgang en de hulp aan het zwakke. Na in 1905 in het huwelijk te zijn getreden, ging de van oorsprong Portugees-Israëlitische Van Embden samen met zijn vrouw over tot het remonstrantse vrijzinnige christendom. Vanaf 1905 was hij fractiemedewerker bij de Vrijzinnig Democratische fractie in de Tweede Kamer. Van 1905 tot 1941 was hij hoogleraar staathuishoudkunde en statistiek aan de Gemeentelijke Universiteit van Amsterdam.
Van 1910 tot 1916 was hij voor het kiesdistrict Amsterdam VIII lid van de Provinciale Staten. Van 1918 tot 1946 was hij lid van de Eerste Kamer. Zijn zuster Mien van Itallie-van Embden zat toentertijd eveneens voor de VDB in het parlement.
Als Eerste Kamerlid liet hij als voorstander van de nationale ontwapening van zich doen horen. Zijn pacifisme werd sterk beïnvloed door zijn godsdienstige overtuiging. Daarnaast hield hij zich bezig met koloniën, sociale zaken en economische zaken.
Nadat de Duitsers op 10 mei 1940 Nederland waren binnengevallen, week hij in de nacht van 13 op 14 mei 1940 uit naar Engeland. Na de oorlog sloot hij zich in 1946 aan bij de Partij van de Arbeid. Hij werd eveneens lid van het PvdA-bestuur voor Amsterdam-Oost. Ook hervatte hij zijn hoogleraarschap.